# Cheikh Ahmad Al-Tûni
Cheikh Ahmad Al-Tûni, né en 1932 à Hawatka près d’Assiout et mort le 17 mars 2014, est un chanteur soufi de Haute-Égypte. Il est considéré comme l'un des plus grands munshids (chantre) d’Égypte[réf. nécessaire].

## Biographie
Cheikh Ahmad Al-Tûni a d’abord rencontré la foi et la pratique du soufisme avant de faire de la musique pour diriger les autres dans cette voie.
Le munshid égyptien est un personnage complexe qui se distingue du chanteur arabe traditionnel. Gardien de l’inshâd, le chant religieux d’inspiration soufie, Ahmad al-Tûni mélange dans son répertoire poésie ancienne et expression populaire de Haute-Égypte. Il a emprunté aux chants populaires urbains des années 1930 la petite formation (takht) composée ici de percussions, d’un nây (flûte en bambou), et d’un oud (luth). Grâce à sa technique vocale agrémentée d’effets scéniques parfois cocasses, un enchaînement des thèmes poétiques et de séquences rythmiques (qafla-s), Ahmad al-Tûni enthousiasme son audience.
La renommée d’Ahmad al-Tûni ne tarde pas à dépasser le seul territoire égyptien. En 1998, le film Vengo de Tony Gatlif s’ouvre sur sa rencontre avec Tomatito, maître de la guitare flamenco. En 1999, il est invité pour la première fois en France, au Théâtre de la Ville, et enregistre Le Sultan de tous les munshidîn. Depuis, Cheikh Ahmad al-Tûni est reconnu sur les scènes internationales.

## Discographie
- 2000 : Le Sultan de tous les munshidîn.